# راميرو بينيتي
راميرو بينيتي (22 مايو 1993 بجرامودا في البرازيل - ) هو لاعب كرة قدم برازيلي وإيطالي في مركز الوسط. لعب مع غريميو بورتو أليغرينزي ونادي جوفنتودي ونادي كورينثيانز ونادي الوصل.

## روابط خارجية
- راميرو بينيتي على موقع الاتحاد الدولي (مؤرشف)  (الإنجليزية)
- راميرو بينيتي على موقع الدوري الأمريكي (الإنجليزية)
- راميرو بينيتي على موقع قاعدة بيانات كرة القدم.إي يو (الإنجليزية)
- راميرو بينيتي على موقع Soccerway.com (الإنجليزية)
- راميرو بينيتي على موقع عالم كرة القدم.نت (الإنجليزية)